# Liolaemus erroneus
Liolaemus erroneus är en ödleart som beskrevs av  Núñez och YÁÑEZ 1983. Liolaemus erroneus ingår i släktet Liolaemus och familjen Tropiduridae. Inga underarter finns listade i Catalogue of Life.